# Flashing Lights (Kanye West)
Flashing Lights è un brano musicale del rapper statunitense Kanye West, estratto come quarto singolo dall'album Graduation del 2007.La canzone appare nel videogioco Grand Theft Auto IV.
La canzone è stata prodotta da West e Eric Hudson e figura il featuring del cantante R&B Dwele, oltre ad ulteriori parti cantante di Connie Mitchell degli Sneaky Sound System. La copertina del CD Singolo è stata disegnata dall'artista giapponese Takashi Murakami.
Ha raggiunto la tredicesima posizione nella classifica dei migliori singoli del 2008 redatta da Pitchfork.

## Tracce
Digital single
1. Flashing Lights – 3:57

UK CD single
1. Flashing Lights – 3:57
2. Stronger (Andrew Dawson remix) – 4:45

UK 12" single
1. Flashing Lights – 3:57
2. Flashing Lights (Instrumental) – 3:57
3. Stronger (Andrew Dawson remix) – 4:45

## Classifiche
| Classifica (2007-23)               | Posizione più alta |
| ---------------------------------- | ------------------ |
| Australia                          | 82                 |
| Belgio (Fiandre)                   | 5                  |
| Belgio (Vallonia)                  | 19                 |
| Canada                             | 54                 |
| Europa                             | 84                 |
| Francia                            | 72                 |
| Irlanda                            | 21                 |
| Lituania                           | 75                 |
| US Billboard Hot 100               | 29                 |
| US Billboard Hot R&B/Hip-Hop Songs | 12                 |
| US Billboard Hot Rap Tracks        | 2                  |
| US Billboard Pop 100               | 40                 |
| US Billboard Rhythmic Top 40       | 8                  |
| Regno Unito                        | 29                 |